# Cash in court
Con la locuzione cash in court si indica l'ammontare di denaro che, a valle di una liquidazione giudiziale, è giacente sui conti correnti dei tribunali in attesa della definizione e attuazione di un piano di riparto, cioè di un progetto di distribuzione del ricavato tra i soggetti beneficiari della liquidazione. Sebbene il processo di liquidazione e rimborso ai creditori preveda naturalmente dei tempi di immobilizzazione di tale liquidità, per inefficienze del sistema, questi tempi possono dilatarsi a diversi mesi o anche più di un anno, con conseguenze negative sull'economia, che vede sottratta ed immobilizzata una liquidità altrimenti utilizzabile. Tale fenomeno in Italia, nel 2020, ammonta a circa 10 miliardi di euro.